# NGC 6949
NGC 6949 (również PGC 65010 lub UGC 11600) – galaktyka spiralna (S?), znajdująca się w gwiazdozbiorze Cefeusza. Odkrył ją Lewis A. Swift 20 września 1886 roku. Jest to galaktyka aktywna.
W galaktyce tej zaobserwowano supernową SN 2004fu.